# Chãos
Chãos es una freguesia portuguesa del concelho de Ferreira do Zêzere, en el distrito de Santarém, con 23,34 km² de superficie y 597 habitantes (2011), distribuidos en 16 núcleos de población. Su densidad de población es de 29,6 hab/km².
Creada en 1554 por segregación de la freguesia de Areias, Chãos perteneció al antiguo concelho de Pias, hasta su extinción en noviembre de 1836, pasando desde entonces al concelho de Ferreira do Zêzere. En su patrimonio histórico-artístico destaca la iglesia matriz, en cuyo interior se conservan imágenes de piedra del siglo XVI.